# 螺旋森林

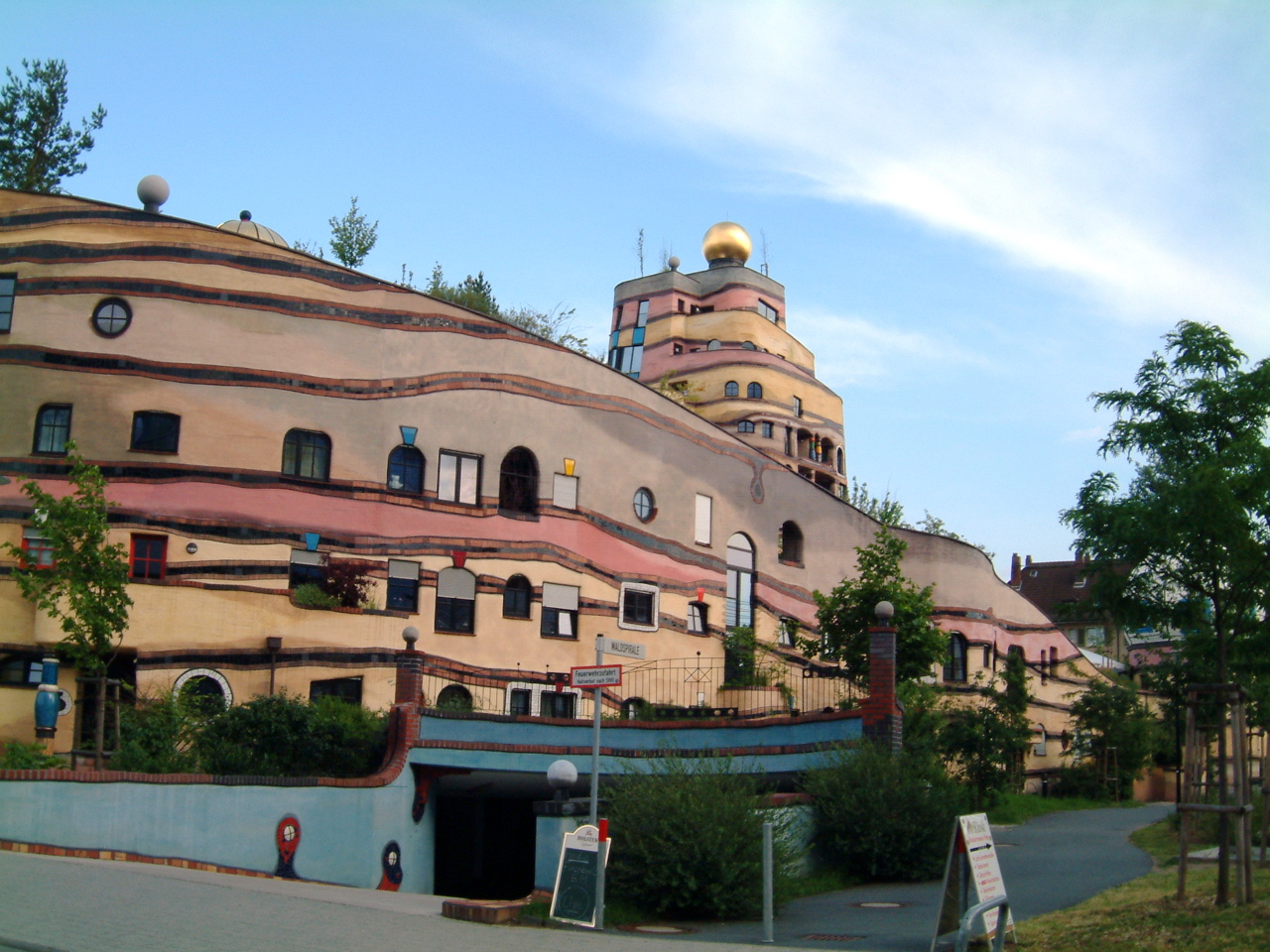
螺旋森林街景

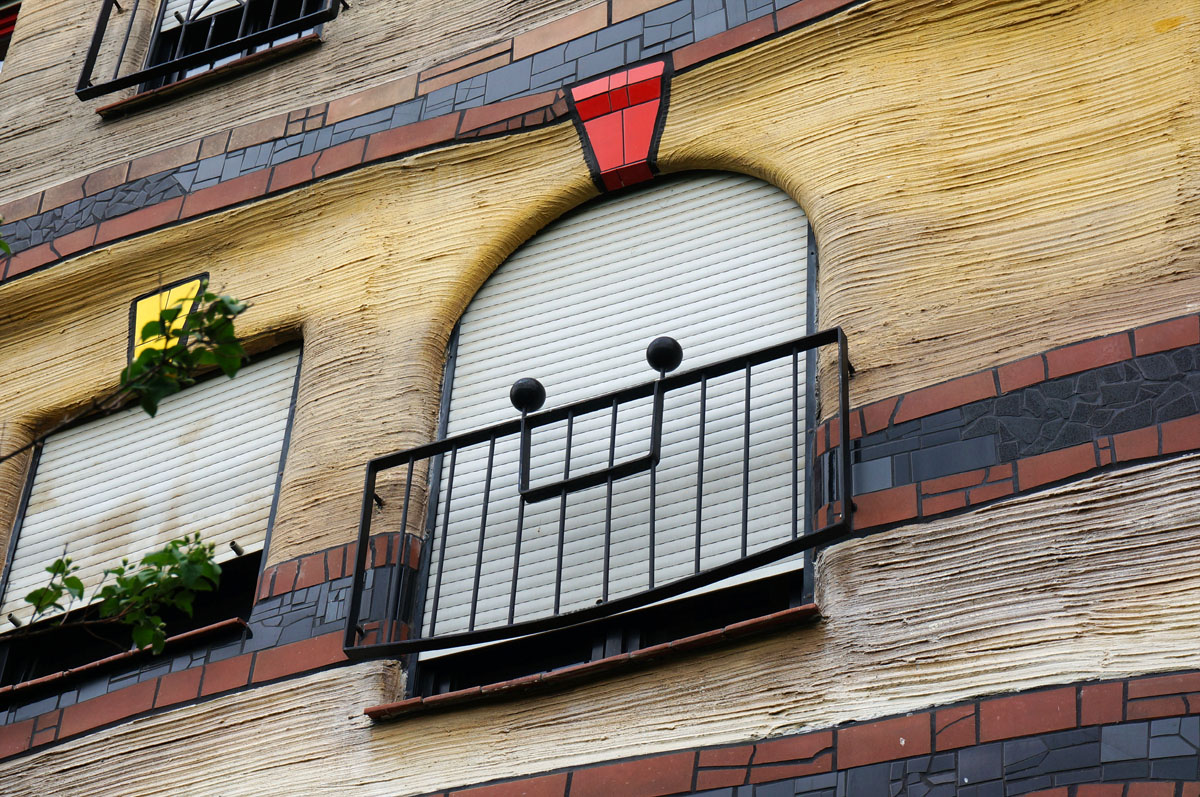
阳台栏杆上的笑脸

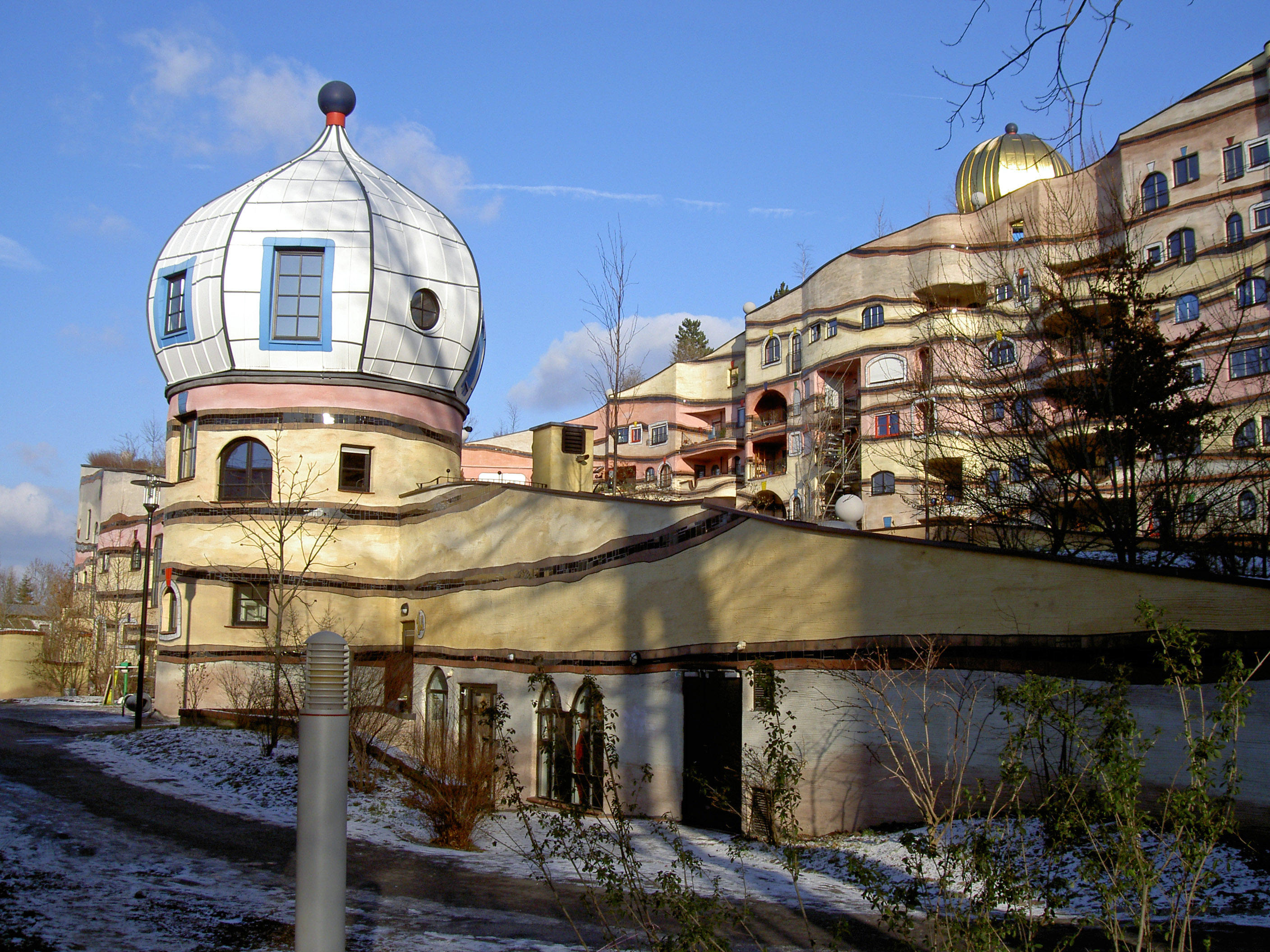
小洋葱塔

螺旋森林（德語：Waldspirale）是一栋位于德国黑森州达姆施塔特的居住建筑。建筑外形由维也纳的艺术家佛登斯列·汉德瓦萨参与设计，由建筑师海因茨·M·斯普林曼具体实施，于2000年完工。佛登斯列·汉德瓦萨在大楼完工前几个月逝世。

## 概述
螺旋森林是位于达姆施塔特市民公园区块一栋综合性居住建筑。其拥有105套公寓，配套有地下停车场，咖啡馆，酒吧以及便利店。内部庭院中还设置有儿童娱乐设施和一个小型的人工湖。
大楼呈U字形，最高十二层，顶部装饰有洋葱形状的金色塔。醒目的外墙设计是这座建筑的一大特色。不规则的彩色带以及形状各异的窗户给人童话城堡般的感觉。据说找不到两扇一模一样的窗户。这种彩色带同时也反映了建筑物底下的地质特征。
为了环保，大量的回收材料被当作混凝土的骨料运用于建筑施工中，在建筑顶部也种植了各种植被。该工程共计使用了约12000立方米的混凝土。

## 外观
外部装饰饱含汉德瓦萨风格的元素，金色的洋葱塔，鲜有直线和倒角，色彩丰富的外墙以及五颜六色的陶瓷柱是其中的典型。每一扇窗户都有独一无二的尺寸，甚至公寓内部的窗户和门的把手都各不相同。其中一些公寓按照佛登斯列·汉德瓦萨的风格设计，在厨房和洗浴间都运用了彩色的条纹。而且整栋公寓所有的墙角和屋顶的连接都用了圆角处理，以符合汉德瓦萨“直线和直角都滚粗”的信条。处于经济的考虑，只有部分的公寓是单独设计的。